# Saint-Parize-le-Châtel
Saint-Parize-le-Châtel ist eine französische Gemeinde mit 1.216 Einwohnern (Stand: 1. Januar 2022) im  Département Nièvre in der Region Bourgogne-Franche-Comté. Sie gehört zum Arrondissement Nevers und zum Kanton Saint-Pierre-le-Moûtier.

## Geographie
Saint-Parize-le-Châtel liegt etwa zwölf Kilometer südlich von Nevers zwischen den Flüssen Loire und Allier. Umgeben wird Saint-Parize-le-Châtel von den Nachbargemeinden Magny-Cours im Norden, Chevenon im Nordosten, Luthenay-Uxeloup im Osten, Azy-le-Vif im Süden und Südosten, Saint-Pierre-le-Moûtier im Süden und Südwesten, Langeron im Südwesten sowie Mars-sur-Allier im Westen.
Im Gemeindegebiet liegt im Norden der Circuit de Nevers Magny-Cours. Durch die Gemeinde führt die Route nationale 7.

## Bevölkerungsentwicklung
| Jahr                       | 1962 | 1968 | 1975 | 1982 | 1990 | 1999 | 2006 | 2017 |
| Einwohner                  | 1147 | 1123 | 985  | 982  | 1201 | 1277 | 1310 | 1301 |
| Quellen: Cassini und INSEE |      |      |      |      |      |      |      |      |

## Sehenswürdigkeiten
- Kirche Saint-Patrice aus dem 12. Jahrhundert
- Schloss La Chasseigne aus dem 15. Jahrhundert
- Schloss Tâches aus dem 16. Jahrhundert
- Schloss Villars, Anfang des 14. Jahrhunderts erbaut
- Burg Lange, Festes Haus
- amerikanischer Wasserturm von 1917/1918

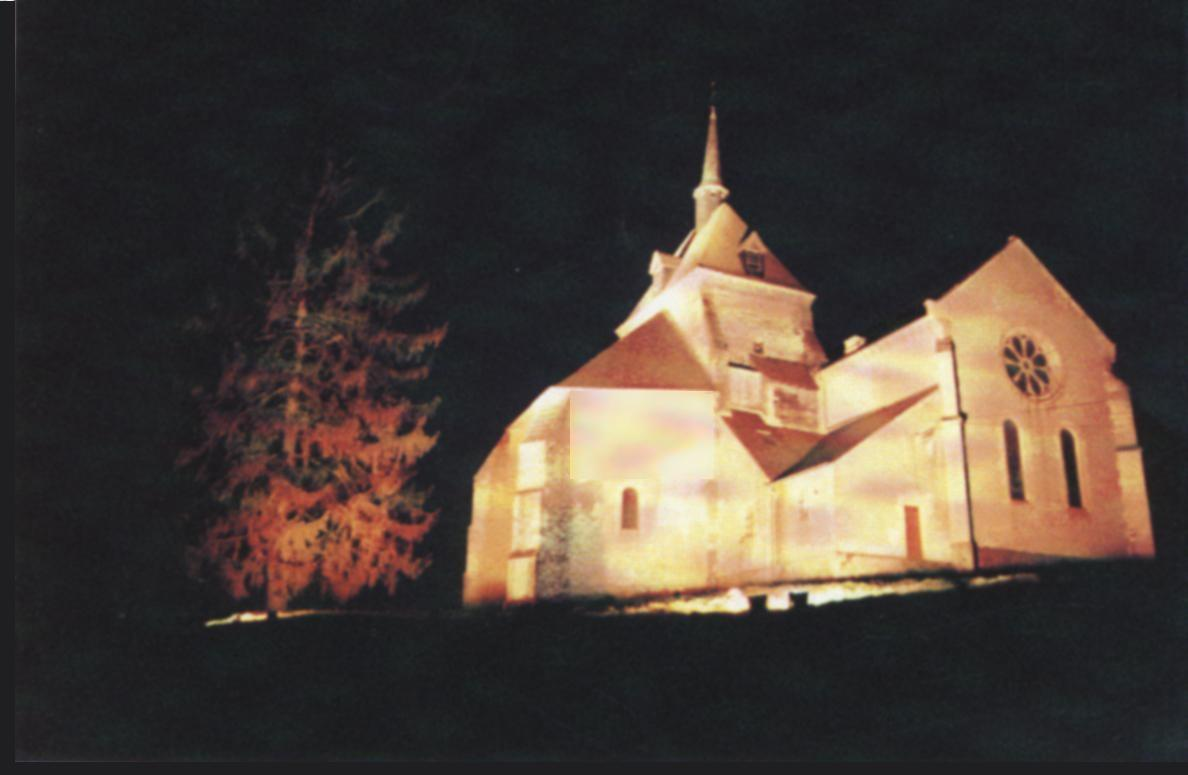
Kirche Saint-Patrice
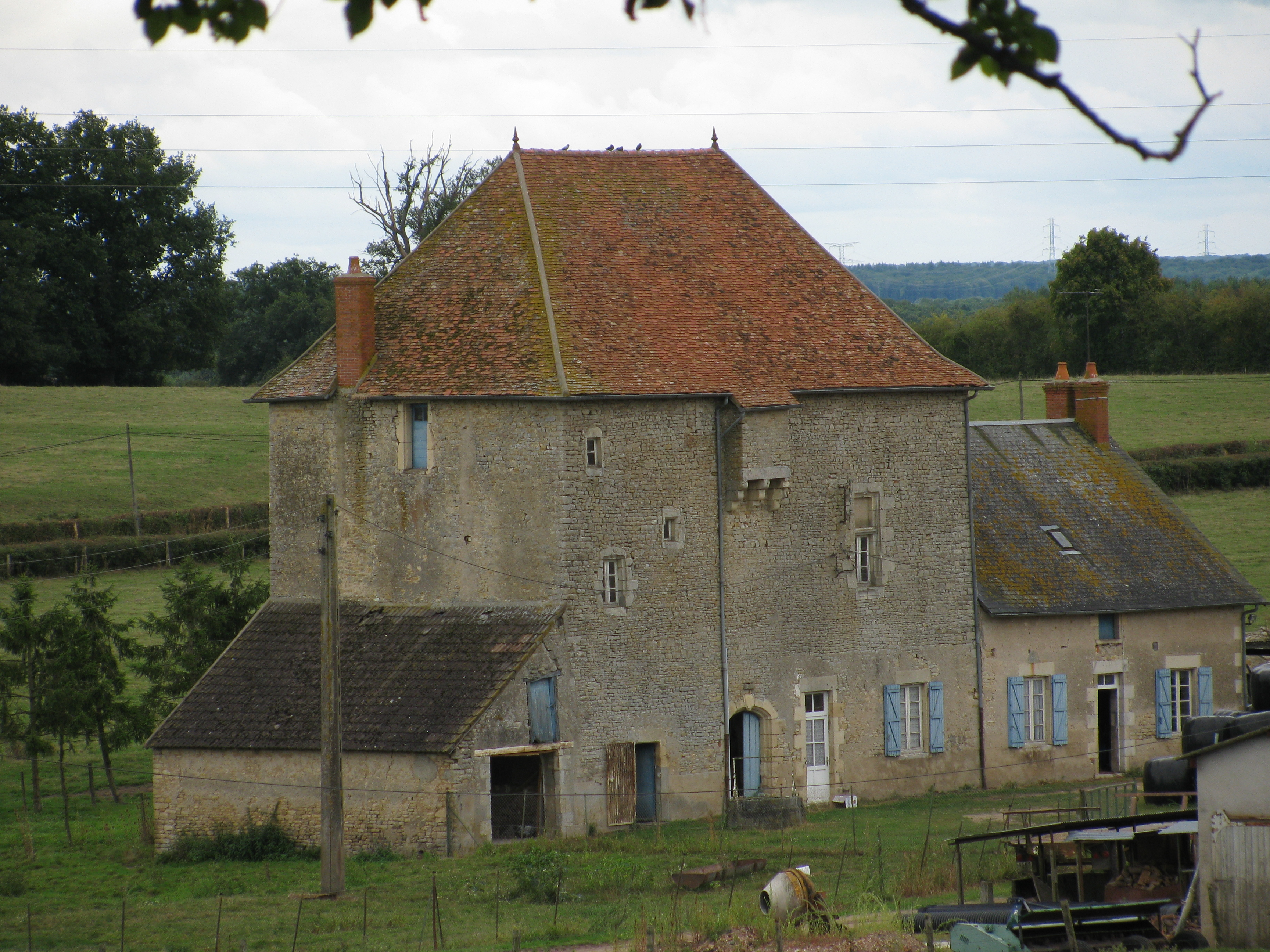
Reste der Burg Lange
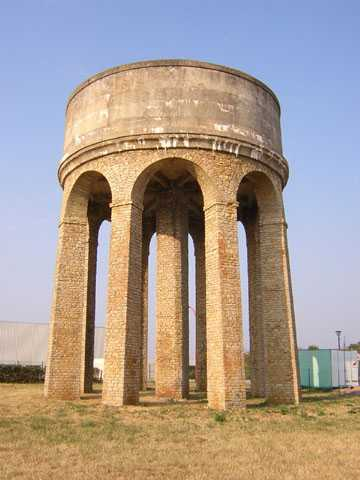
Wasserturm

## Persönlichkeiten
- Guy Ligier (1930–2015), Automobilrennfahrer und Funktionär